# Graur purpuriu
Graurul purpuriu (Lamprotornis purpureus) este membru al familiei graurilor, Sturnidae. Este rezident în Africa tropicală din Senegal și nordul Zairului, spre est, până în Sudan și vestul Keniei. Habitatele obișnuite sunt pădurile deschise.

## Comportament
Este o pasăre gregară și zgomotoasă, cu zgomote tipice de grauri. Își construiește cuibul într-o groapă, unde femela depune două ouă. Ca majoritatea graurilor, este omnivor, mănâncă fructe și insecte.

## Galerie

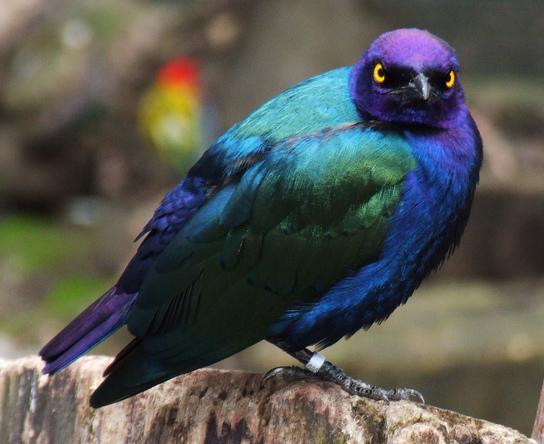
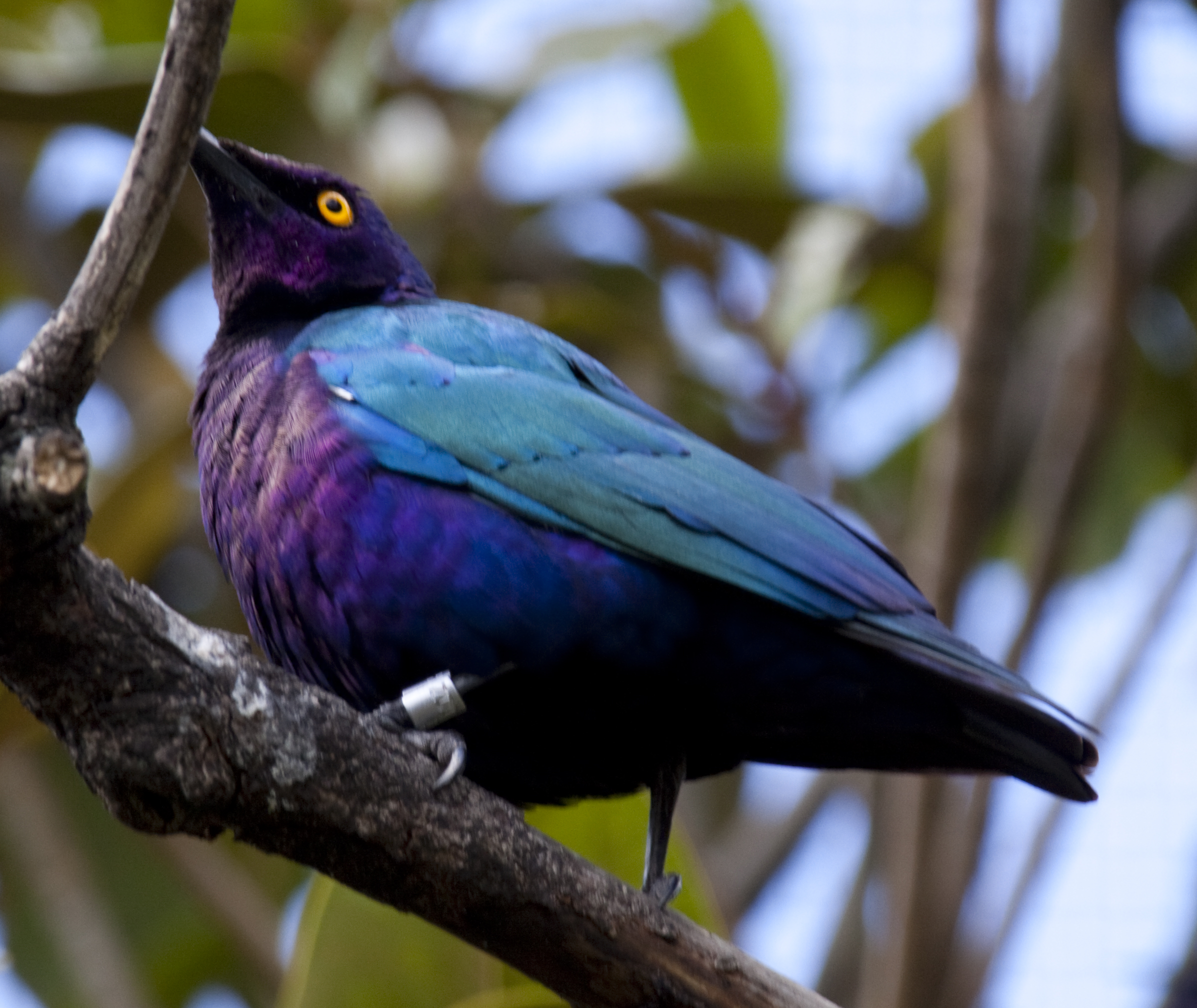
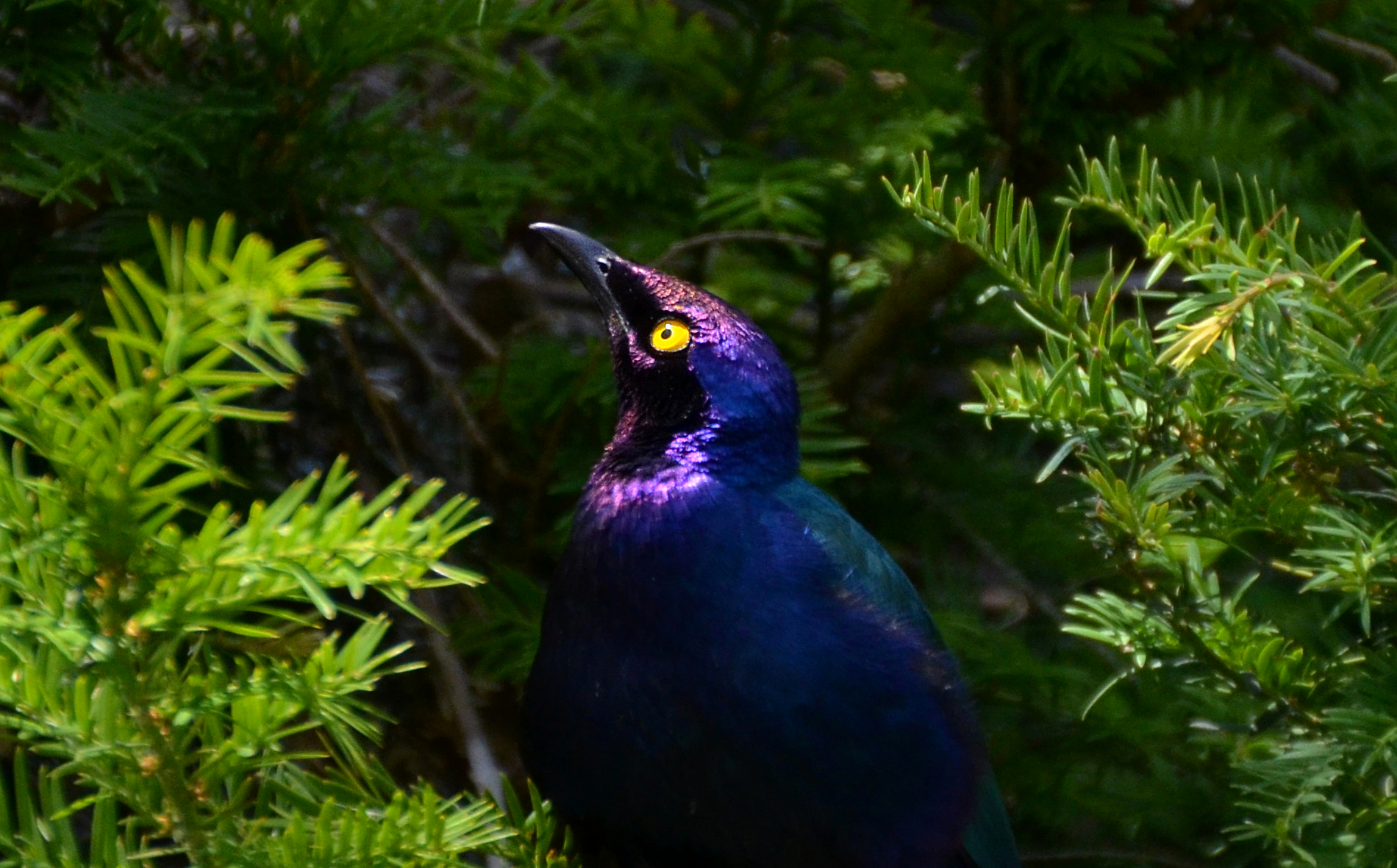